# داهية (رواية)
داهية هي رواية 2012 للمؤلف الإسكتلندي (علي سميث)، وتم نشرها بواسطة كتب البطريق. وايضا تم ادراجها في القائمة المختصرة الافتتاحية لجائزة صاغة الذهب عام 2013.

## قطعة
الكتاب يستندعلى أربعة محاضرات تم القائها بواسطة علي سميث في جامعة اكسفورد، ومحاضرات ويدنفيلد حول الادب الأوروبي المقارن. العناوين الاربعة هي «في الوقت المحدد» و «على الحافة» و«عند الحافة» و «عند العرض وعند التفكير».
لديها شخصيتان خياليتان. الأولى امرأة تبكي من اجل حبيبها المتوفي والاخرى عاشقها الميت التي تظن انه موجود. تتحدث إلى المرأة الحزينة باللغة اليونانية، وتقوم بسرقة المتعلقات وتقوم بالإزعاج.
كتبت الكاتبة والناقد الإنجليزي جولي مايرسون في صحيفة الغارديان أنه «إذا كان لهذا الكتاب موضوع مركزي، فهو العلاقة بين الفكر والفن». يستكشف سميث فنانين مختلفين في جميع أنحاء الكتاب، مثل السرياليين وويليام شكسبير وجاكي كاي.

## استقبال
- «غير رسمي، ذكي، تلميح، مرح، جريْ» المستقل.[4]

- «حجة مغرية ومقنعة لقوة الخيال» -الجارديان.[3]